# New Lebanon (Ohio)
Pour les articles homonymes, voir New Lebanon (homonymie).
New Lebanon est un village américain situé dans le comté de Montgomery, dans l'Ohio. Selon le recensement de 2010, sa population est de 3 995 habitants.